# Francisco Escalada Rodríguez
Francisco Escalada Rodríguez (Pesquera de Ebro, Burgos, 22 de abril de 1870-Javier, Navarra, 6 de febrero de 1946) es un jesuita, sacerdote, arqueólogo e investigador español, destinado en Javier donde ejerció de párroco y fue archivero, cronista del castillo y fundador de su museo arqueológico.

## Biografía
Ingresa como jesuita el 18 de agosto de 1894 y estudió la carrera eclesiástica en Loyola (Guipúzcoa) y en el Colegio Máximo de Oña (Burgos) de 1894 a 1907. En 1905 se ordena sacerdote siendo destinado en 1915 a Javier, lugar que no abandonaría tras la disolución de los jesuitas acaecida durante la II República, período durante cual ejerció como párroco de la villa de Javier.
En el número de la revista La Avalancha del 24 de marzo de 1916 ya se le ve colaborando, en algo que se hará habitual, con un artículo sobre la vida de San Francisco Javier.

### III Centenario de la Canonización de San Francisco Javier
Durante el III Centenario de la Canonización de San Francisco Javier actuó como uno de los promotores de los numerosos actos celebrados en Navarra por tal acontecimiento, desde la celebrada el 15 de mayo de 1922, y llamada "Peregrinación social agraria al castillo de Javier, organizada con motivo del Tercer Centenario de la Canonización de San Francisco Javier" -nombre dado por la Comisión de Monumentos Histórico-Artísticos de Navarra según consta en el registro del Archivo Real y General de Navarra gracias a la serie de once fotografías realizadas por el estudio formado por José Roldán Bidaburu y su hijo José Roldán Zalba- al acto posterior llamado "Viaje del rey Alfonso XIII a Navarra para asistir a los actos conmemorativos del tercer centenario de la canonización de San Francisco Javier", igualmente así referido por la misma entidad, celebrada el 23 de septiembre del mismo año abarcando esa visita real los lugares de Yesa, monasterio de Leyre y Javier siendo el reportaje fotográfico (con catorce fotos) realizado por Pascual Marín Ruiz.
Para algunos autores, como Francisco Javier Ugarte Tellería, «la imagen de San Francisco Javier quedó definitivamente fijada entre la población de Pamplona (y de toda Navarra) el año 1922». Desde La Avalancha, que le dedicó durante todo el año monográficos y artículos, al Boletín de la Comisión de Monumentos Históricos y Artísticos de Navarra o la revista Euskariana, al resto de medios donde colaboraron autores de reputación en la época como Arturo Campión, Julio Altadill o Eladio Esparza entre otros muchos.
También, en base a estos precedentes,  se le considera como uno de los promotores de las Javieradas que años después se celebrarían con regularidad anual.
Su labor más meritoria fue la recogida de vestigios, estelas y miliarios romanos, que más tarde fueron donadas al Museo de Navarra. 
Fue correspondiente del “Museum Arqueologicum” de Berlín.

## Obras
Destacan entre sus publicaciones:
- San Francisco Javier y su castillo (1917).
- Historia de San Francisco Javier para los niños de las escuelas de Navarra (1918).
- La Novena de la Gracia (1918).
- Guía histórico-artística del castillo de Javier y sus contornos (1919).
- Antigüedades del Castillo de Javier y sus contornos (LXXVIII, 1921, 456-459).
- Álbum histórico-artístico de San Francisco Javier (1922).
- Dos reliquias insignes de S. Francisco Javier: el cuerpo y su brazo derecho (1922).
- Historia crítica del crucifijo de San Francisco Javier llamado el crucifijo del cangrejo (1922).
- El palacio de la madre de San Francisco Javier en el Baztán (, XVIII, 1927, 599-600).
- Documentos históricos del castillo de Javier y sus mayorazgos, tomo primero y único publicado (1931).
- Folklore javerino (Sangüesa, 1934).
- La arqueología en la villa de Javier, (Navarra), (CIV, 1934, 269-286; también, XIX, 1935, 239-242, 308-315).
- La arqueología romana en el castillo de Javier y sus contornos (CVII, 1935, 527-537; CVIII, 1935, 237-251).
- La arqueología de la villa y castillo de Javier y sus contornos (1942).
- Poesías infantiles a San Francisco Javier (Sangüesa, s.a.).